# Manuela Furlan
Manuela Furlan (Trieste, 30 giugno 1988) è una giocatrice e allenatrice italiana di rugby a 15, estremo del Villorba.
Tra il 2018 e il 2022 fu capitano della nazionale femminile, per la quale è scesa in campo complessivamente 89 volte.
Dopo un primo ritiro avvenuto nel 2023, ha deciso di tornare a giocare per Villorba nella stagione 2025-26.

## Biografia
Cresciuta in una famiglia di rugbisti, ripiegò adolescente sulla pallavolo prima di tornare, a 17 anni, allo sport originario, inquadrata nei ranghi delle Red Panthers, la sezione femminile del Benetton.
Con la squadra della Marca Furlan vinse lo scudetto al suo primo anno, bissandolo nel 2008 dopo una finale persa nel 2017; a febbraio 2009 esordì in Nazionale italiana nel Sei Nazioni contro l'Inghilterra a Londra.
Nel 2012 prese parte al campionato europeo in Italia classificandosi terza dopo Inghilterra e Francia; l'anno successivo fu selezionata per la rappresentativa nazionale a sette che prese parte al relativo torneo alle Universiadi di Kazan’ in cui l’Italia si aggiudicò l’argento sconfitta in finale 10-30 dalla Russia.
Grazie ai risultati aggregati dell'Italia nelle edizioni 2015 e 2016 del Sei Nazioni contribuì alla qualificazione della squadra alla Coppa del Mondo di rugby femminile 2017 in Irlanda, venendo anche inserita nel XV ideale del Sei Nazioni 2016 dalla testata specialistica Scrumqueens.
Dopo quattro scudetti vinti con la compagine trevigiana, nell'estate del 2016 insieme ad altre due connazionali, Jessica Busato e Michela Sillari, Furlan si trasferì a Londra dove trovò impiego in un pub e fu ingaggiata dall'Aylesford Bulls, sezione femminile degli Harlequins, alla cui vittoria da outsider nel campionato inglese, la prima in assoluto del club, contribuì a fine stagione.
Rientrata dopo la parentesi oltremanica, prese parte alla citata Coppa del Mondo di rugby femminile 2017 in cui l'Italia si classificò nona assoluta e, smentendo le ipotesi di un ritorno alle Red Panthers, fu ingaggiata dal Villorba, squadra della provincia trevigiana, insieme a Jessica Busato.
Il 1º novembre 2018 fu nominata capitano della nazionale femminile, succedendo a Sara Barattin che ricopriva il ruolo dal 2016.
Infortunatasi contro la Francia in un test match di preparazione alla Coppa del Mondo 2021, è stata aggregata comunque alla squadra nominata per la competizione nell'eventualità di un suo recupero fisico, ma i suoi gradi di capitano sono passati a Elisa Giordano.
Grazie al passaggio dell'Italia ai quarti di finale del torneo, poté tornare in campo, sia pure per pochi minuti, in occasione dell'eliminazione avvenuta proprio contro la Francia, sua ultima avversaria prima dell'infortunio.
A marzo 2023, senza mai essere più tornata in campo dall'incontro di Coppa del Mondo, Furlan annunciò il suo ritiro dall'attività agonistica.
Dopo un biennio trascorso come assistente allenatrice del Villorba, ha annunciato il ritorno in campo per la stagione 2025-26, motivando tale decisione con il fatto che il ritiro dipese dalla frustrazione del mancato recupero dopo l'infortunio e non per effettiva volontà di smettere di giocare.

## Palmarès
- Campionati italiani: 5
Red Panthers: 2005-06, 2007-08, 2008-09, 2010-11
Villorba: 2018-19
- Campionati inglesi : 1
Aylesford Bulls: 2016-17